# ARTBAT
ARTBAT — український електронний дует, який у 2014 році заснували Артур Кривенко та Віталій «Батіш» Лимаренко. Колектив здобув популярність завдяки композиціям і реміксам у стилях техно та хаус.

## Кар'єра
Кар'єра Artbat почалася в 2014 році, коли Кривенко і Лимаренко, вже досвідчені діджеї, зустрілися в київському клубі. Швидко усвідомивши свою музичну подібність, а також схожі погляди на клубну культуру, вони почали створювати музику разом. 31 серпня 2015 року відбувся їх дебютний реліз трека Mandrake. Вони отримали велику підтримку від британського ді-джея Річі Хотіна, який протягом року грав трек у кожному зі своїх сетів.
У 2017 році їхній трек Uplift був випущений в компіляції на лейблі Diynamic Music, добре відомий у всьому світі завдяки його ідеологу Solomun. Реліз вийшов 17-го березня і посів 5-е місце у Tech House Top 100 на музичній платформі Beatport. А трек Tabu, випущений 15 вересня того ж року, посів перше місце в чартах deep house Beatport і протримався на ньому одинадцять тижнів.
2019 рік став для дуету знаковим. 11 березня Artbat відіграли в ефірі французької лайвстрім платформи Cercle на вершині гори Цукрова голова в Ріо-де-Жанейро. Традиційно команда платформи кличе електронних артистів з усього світу виступити на абсолютно нетипових локаціях та в реальному часі транслює вечірку у своїх соцмережах. Зараз відеозапис їхнього діджей-сету зібрав уже понад 31 мільйон переглядів на YouTube. 13 липня дует взяв участь в легендарній мікс-серії Essential Mix Піта Тонга на BBC Radio 1. 16 вересня відбулась церемонія вручення нагород DJ Awards — однієї з найбільш престижних премій в світі електронної музики, на якій Artbat здобув перемогу в номінації «Прорив року». Того ж року вони стали найбільш продаваним виконавцем на Beatport та здобули звання «Stars of the Year» від британського журналу Mixmag.
У 2021 році вони заснували власний лейбл під назвою Upperground. Зараз вони грають на фестивалях по всьому світу, включаючи Tomorrowland, Coachella, Creamfields, Timewarp, Awakenings, EDC та інші.

## Дискографія

### Міні-альбоми
- 2017: Trip
- 2018: Planeta
- 2019: Upperground

### Сингли
- 2015: Mandrake
- 2015: Walking (with YanQ)
- 2016: Saltation (with Definition)
- 2016: Chivvy/Momentum
- 2016: Zing
- 2016: Inside (with Definition)
- 2017: Strap (feat. Haptic)
- 2017: Tabu
- 2018: Papillon
- 2019: Apollo 11 (with Matador)
- 2019: Montserrat/ Closer (with WhoMadeWho)
- 2019: Aquarius
- 2020: For a Feeling (feat. Rhodes ) (with CamelPhat)
- 2020: Best of Me (with Sailor & I)
- 2021: Flame
- 2021: Horizon
- 2022: Age of Love (ARTBAT Rave Mix) (with Pete Tong)
- 2022: Our Space (with Dino Lenny)
- 2022: Origin (with Shall Ocin & Braev)
- 2022: It's ours (with David Guetta & Idris Elba)
- 2022: Tibet (with Argy & Zafrir)
- 2023: Dreamcatcher (with Fred Lenix)
- 2023: Breathe In (with Another Life)
- 2023: Remember
- 2024: In Your Arms (with Another Life & CAY (DE))
- 2024: Take Off (with Armin van Buuren)
- 2024: Hollow (with Morten)

## Нагороди
DJ Awards
- 2019: Прорив року

Mixmag
- 2019: «Stars of the Year»

Щорічне опитування журналу Faze
- 2022: Кращий міжнародний діджей

## Веб-посилання
- ARTBAT у соціальній звуковій хмарі SoundCloud
- ARTBAT на сайті Discogs (англ.)
- Artbat  на Resident Advisor